# プレイ-獲物- (映画)
『プレイ-獲物-』（プレイえもの、La Proie）は2011年のフランスのアクション映画。
監督はエリック・ヴァレット、出演はアルベール・デュポンテルとアリス・タグリオーニなど。
妻子がサイコキラーに狙われたことを知って出所目前に脱獄した男と彼を追う女性刑事、殺人鬼の三つ巴の攻防戦を描いている。
マイケル・クライトンのSF小説『プレイ -獲物-』とは無関係である。

## ストーリー
銀行強盗で収監中のフランクは、冤罪が晴れて釈放されることになった同室のモレルに、生活が苦しい妻アンナへの伝言を頼む。それは銀行強盗で手に入れたまま仲間にも隠していた金のありかを示すヒントだった。フランクはおとなしいモレルを完全に信用していたが、フランクに面会にやって来た憲兵大尉を名乗るカレガから、冤罪ではなく、モレルが連続殺人犯であると知らされる。アンナに連絡が取れなくなったフランクは、金のありかを聞き出そうとした強盗仲間から暴行を受けたことを逆に利用して脱獄する。
モレルは最初からフランクが隠した金を狙っており、そのためにフランクから信用されるように振る舞っていたのだ。モレルはアンナと娘アメリを誘拐し、まんまと金をネコババすると、アンナを殺害する。しかし、アメリは殺さず、モレルの妻クリスティーヌが子供を欲しがっていることから、娘としてクリスティーヌに与える。実は、クリスティーヌはモレルの「獲物」となる女性を安心させておびき寄せる役目を果たしていた共犯者だったのだ。更にモレルはこれまで自分が起こした殺人事件の全てをフランクによる犯行に見せかける。これにより、フランクは脱獄の罪だけでなく、連続殺人犯として警察に追われる身となる。しかし、逃走の過程で何度かフランクに接触した女刑事クレールは、フランクが刑期終了間近で脱獄したことや娘の存在などから、連続殺人犯は別にいると考えるようになる。一方、フランクはカレガの協力で警察の手を逃れるが、そのためにカレガが事故死する。
カレガはモレルを連続殺人犯とにらんで充分な証拠がないまま執拗に追い続けたために免職となった男で、そのカレガが追っていた相手がモレルであると知ったクレールは、モレルが妻クリスティーヌと暮らす家にやって来る。モレルの家の中に飾られた子供の描いた絵がアメリによるものであることに気付いたクレールは、何も気付かなかったフリをして、一旦、モレルの家を後にする。一方、フランクはモレルの家にいるアメリを救い出そうとしていたが、モレルに見つかってしまう。フランクがモレルに銃を向けられていると、そこにクレールが現れたことでフランクはアメリとともに脱出するが、クレールは撃たれて階段から落ちて気絶してしまう。モレルはフランクを追い、残ったクリスティーヌはクレールにとどめを刺そうとするが、逆にクレールに倒される。
モレルに追いつめられて撃たれたフランクは崖から落ちるが、かろうじて木に捕まる。そこにクレールの動きからモレルの存在を知った上司のルチアーニが現れるが、モレルは連続殺人犯を追いつめただけと言い逃れをする。油断したルチアーニをモレルが撃とうとした瞬間、クレールがかけつけてモレルを射殺、モレルは崖下に落ちて行く。事件は決着したかに見えたが、警察の動きを追い続け、フランクを連続殺人事件の真犯人と信じ込んでいた被害者女性の父親にフランクが撃たれて崖下に落ちてしまう。モレルの死体はすぐに見つかるが、フランクの死体は見つからないままとなる。一方、逮捕されたクリスティーヌの自供により、モレルの犯行が明らかになる。
しばらくして、アメリが預けられた施設にクレールがやって来る。モロッコからアメリに届いた手紙のコピーを見たクレールは、それが以前にアメリが描いた絵であったことから、フランクが生きていることを知る。

## キャスト
- フランク・アドリアン: アルベール・デュポンテル - 服役囚。銀行強盗犯。
- クレール・リンネ: アリス・タグリオーニ - 女性刑事。
- ジャン＝ルイ・モレル: ステファーヌ・デバク（フランス語版） - 連続殺人鬼。
- マヌエル・カレガ: セルジ・ロペス - 憲兵大尉を名乗る男。
- クリスティーヌ・モレル: ナターシャ・レニエ - ジャン＝ルイの妻。
- ラファイ: セルジュ・アザナヴィシウス（フランス語版） - クレールの同僚刑事。
- ルチアーニ: ジヌディーヌ・スアレム - クレールの上司。
- アンナ・アドリアン: カテリーナ・ムリーノ - フランクの妻。